# Antoine Mazin
Pour les personnes ayant le même patronyme, voir Mazin.
Jean Antoine Mazin est un architecte et ingénieur français né en 1679 et mort en 1740, réalisateur d'hôtels particuliers comme l'hôtel Matignon.

## Biographie
Ingénieur du Roi, il donna en 1716 un projet d'agrandissement de l'arsenal de Marseille en créant notamment un vaste plan d'eau intérieur pour les manœuvres des galères. 
Il réalisa ensuite plusieurs hôtels particuliers à Paris dont les plus connus sont l'hôtel de Charost, actuel siège de l'ambassade du Royaume-Uni en France, et l'hôtel Matignon, en 1724, qui avait été commencé par Courtonne et qui est l'actuelle résidence officielle du Premier ministre français. Il devint Garde des plans des maisons royales et des fortifications de France.
Il épousa Claire-Rose Tartonne. Ils eurent trois enfants :
- Hyacinthe Mazin de Luzard ;
- Charles-Guillaume Mazin ;
- Louise-Rose Mazin, qui épousa Jean de Blacas.

## Principales réalisations
- Hôtel de Charost (actuel siège de l'ambassade du Royaume-Uni en France), 39 rue du Faubourg-Saint-Honoré, Paris : construction pour Armand de Béthune, deuxième duc de Charost, 1720-1722.
- Hôtel Matignon, 57 rue de Varenne, Paris : achèvement pour Jacques de Goyon-Matignon, comte de Thorigny, des travaux commencés par Jean Courtonne, 1724.
- Hôtel du Maine, emplacement actuel du 25 quai Anatole-France, Paris : avec Robert de Cotte et Armand-Claude Mollet, 1716-1726.
- Hôtel Marquet de Bourgade, 8 rue d'Anjou, Paris, 1726-1729[1].
- Service de Santé, entrée du Vieux-Port, Marseille, 1719.